# Dân chủ nghị viện

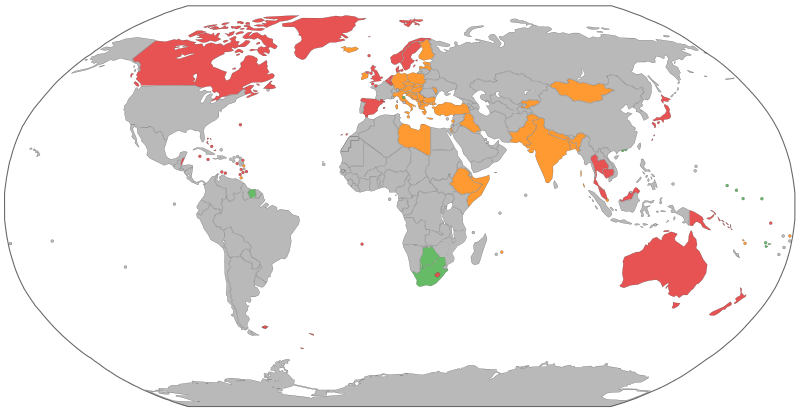
Các quốc gia đang theo chế độ nghị viện được đánh dấu màu đỏ và màu cam là các quốc gia trước đây theo chế độ quân chủ lập hiến, nhưng sau này theo chế độ cộng hòa nghị viện

Hệ thống nghị viện, hay còn gọi là chế độ nghị viện, được phân biệt bởi phân nhánh hành pháp của chính phủ nơi phụ thuộc vào hỗ trợ trực tiếp hay gián tiếp của nghị viện, và thường được thể hiện thông qua cuộc bỏ phiểu tín nhiệm. Hệ thống nghị viện thường có sự phân biệt rõ ràng giữa người đứng đầu chính phủ và nguyên thủ quốc gia. Người đứng đầu chính phủ là thủ tướng, và nguyên thủ quốc gia thường là người được chỉ định chỉ có danh nghĩa hay được thừa kế có quyền rất giới hạn. Tuy nhiên, một số hệ thống nghị viện cũng có tổng thống đứng đầu nhà nước được bầu ra có quyền hạn hạn chế để cân bằng hệ thống này (được gọi là cộng hòa nghị viện). Theo một quy luật chung, chế độ quân chủ lập hiến cũng có hệ thống nghị viện.
Thuật ngữ "hệ thống nghị viện" không có nghĩa là một quốc gia nào đó được điều hành bởi chính phủ liên hiệp gồm các đảng khác nhau. Sự sắp xếp đa đảng như vậy thường là kết quả của hệ thống bầu cử và được biết đến với tên "đại diện tỷ lệ".
Các quốc gia sử dụng luật bầu cử thắng với đa số tương đối (first past the post) thường có chính phủ chỉ gồm một đảng. Tuy nhiên, hệ thống nghị viện ở Âu châu đại lục lại dùng đại diện tỷ lệ, và có khuynh hướng cho ra kết quả bầu cử không có đảng đơn nào có đa số ghế.
Chế độ nghị viện có thể cũng được chú ý trong việc quản lý ở chính quyền địa phương. Ví dụ ở thành phố Oslo, hội đồng hành pháp có một phần trong hệ thống nghị viện. Hệ thống ban quản trị hội đồng của chính quyền địa phương ở các thành phố của Mỹ có nhiều điểm tương đồng với hệ thống nghị viện.

## Thể loại
Có hai loại Chế độ Nghị viện phổ biến.
- Hệ thống Westminster, hay Mô hình Westminster, thường được tìm thấy ở các nước thuộc Khối Thịnh vượng chung Anh mặc dù nó không phổ biến trong khối đó. Các nghị viện này thường có nhiều hình thức tranh luận hơn và các phiên họp toàn thể tương đối quan trọng hơn so với các phiên họp của ủy ban. Một số nghị viện theo hình thức này được bầu theo hình thức bầu cử thắng với đa số tương đối (First Past the Post) như Canada, Ấn Độ và Anh. Một số khác theo đại diện tỷ lệ như Ireland và New Zealand. Hạ nghị viện Úc được bầu thông qua cuộc bỏ phiếu lựa chọn hoặc ưu tiên ("cử tri đánh số ưu tiên chọn lựa trên các ứng viên") trong khi Thượng nghị viện được bầu theo hình thức mỗi tiểu bang có 12 nghị sĩ và mỗi vùng lãnh thổ có 2 nghị sĩ. Tuy nhiên, ngay cả khi dùng đại diện tỉ lệ, mô hình này có khuynh hướng cho phép cử tri bầu cho những ứng cử viên được nêu tên hơn là cho người trong đảng. Mô hình này cũng tạo ra sự phân chia quyền hành lớn hơn mô hình Tây Âu mặc dầu phạm vi của sự phân chia đó không lớn như ở Mỹ.
- Mô hình Nghị viện Tây Âu (như tại Tây Ban Nha, Đức) có một hệ thống tranh luận liên ứng hơn, và cũng có (lưỡng) viện có tranh luận bán chu kỳ. Ở đây, hệ thống bầu cử tỷ lệ được sử dụng và danh sách các đảng được dùng nhiều hơn mô hình Westminster. Mô hình này đôi lúc còn được gọi là Mô hình Tây Đức vì trước đây nó được dùng ở Tây Đức và sau này là nước Đức thống nhất.

Ngoài ra, cũng tồn tại một mô hình lai từ cả hai hệ thống nghị viện và tổng thống như Đệ Ngũ Cộng hòa Pháp. Nhiều quốc gia Đông Âu đã theo mô hình này từ đầu thập niên 1990.

## Ưu điểm của chế độ nghị viện
Một số người tin rằng ở chế độ nghị viện thì dễ thông qua luật hơn bởi vì bộ phận hành pháp phụ thuộc vào sự hỗ trợ trực tiếp hoặc gián tiếp của bộ phận lập pháp và nó cũng thường bao gồm các thành viên của cơ quan lập pháp. Trong hệ thống có tổng thống, bộ phận hành pháp thường được chọn lựa độc lập đối với bộ phận lập pháp. Nếu bộ phận hành pháp và lập pháp trong hệ thống này bao gồm toàn bộ hay phần lớn các thành viên đến từ các đảng khác nhau thì bế tắc có thể xảy ra.
Thêm vào đó, để đẩy nhanh các hành động lập pháp, chế độ nghị viện còn có những đặc điểm hấp dẫn cho các quốc gia bị chia rẽ về dân tộc, chủng tộc, hay ý thức hệ.
Nghiên cứu gần đây của Ngân hàng Thế giới cho thấy rằng chế độ nghị viện ít bị tham nhũng hơn.

## Các chỉ trích về chế độ nghị viện
Một chỉ trích chính về nhiều hệ thống nghị viện là người đứng đầu chính phủ trong nhiều trường hợp không phải được bầu ra trực tiếp. Đôi khi cử tri ngạc nhiên vì người được đưa lên làm thủ tướng. Trong hệ thống tổng thống, tổng thống được cử tri hoặc những người dự đại hội đại biểu cử tri bầu ra trực tiếp riêng rẽ với bộ phận hành pháp. Thế nhưng, trong hệ thống nghị viện, thủ tướng lại được bầu từ bộ phận hành pháp và thường chịu ảnh hưởng lớn từ lãnh đạo đảng.
Một chỉ trích chính khác về hệ thống nghị viện nằm ngay trong tính ưu việt của nó: không có hội đồng độc lập thực sự để phản đối hay phủ quyết nghị viện thông qua luật, và chính vì thế cũng không có quyền kiểm tra thực tế quyền lập pháp. Ngược lại, vì thiếu sự phân chia quyền lực vốn có, một số người cho rằng hệ thống nghị viện đặt quyền lực quá nhiều ở bộ phận hành pháp, dẫn đến việc người ta có cảm giác rằng bộ phận lập pháp hay bộ phận tư pháp có ít cơ hội thi hành việc kiểm tra hay cân bằng ở bộ phận hành pháp.

## Chế độ nghị viện và hình thức thành lập đảng
Các đảng trong hệ thống nghị viện có kết dính về ý thức hệ chặt chẽ hơn nhiều so với các đảng trong hệ thống tổng thống. Một hệ thống nghị viện khó có thể có được một đảng giống như Đảng Dân chủ Mỹ, một đảng mà mãi cho tới những năm 1980 vẫn là một liên minh không có ý thức hệ thống nhất nào của những người theo đạo Tin lành bảo thủ miền Nam ('Dixiecrats') và những người theo chủ nghĩa tự do ở thành thị. Trong một hệ thống nghị viện, một đảng như vậy sẽ bị phân chia ra và điều này dẫn đến việc điều hành một chính phủ sẽ không hiệu quả. Mặc dù có bị phân chia ra, các đảng có thể liên kết với nhau để trở thành chính phủ liên hiệp. Hình thức chính phủ này thường được so sánh với hệ thống tổng thống.

## Các quốc gia theo chế độ nghị viện

### Hệ thống độc viện
Bảng này gồm các quốc gia chỉ có một viện lập pháp.

### Hệ thống lưỡng viện
Bảng này gồm các quốc gia có hai viện lập pháp (thượng viện và hạ viện.)